# Haemorhous cassinii
Il carpodaco di Cassin (Haemorhous cassinii (Baird, 1854)) è un uccello passeriforme della famiglia dei fringillidi.

## Etimologia
Il nome scientifico della specie, cassinii, venne scelto in omaggio all'illustre ornitologo John Cassin.

## Descrizione

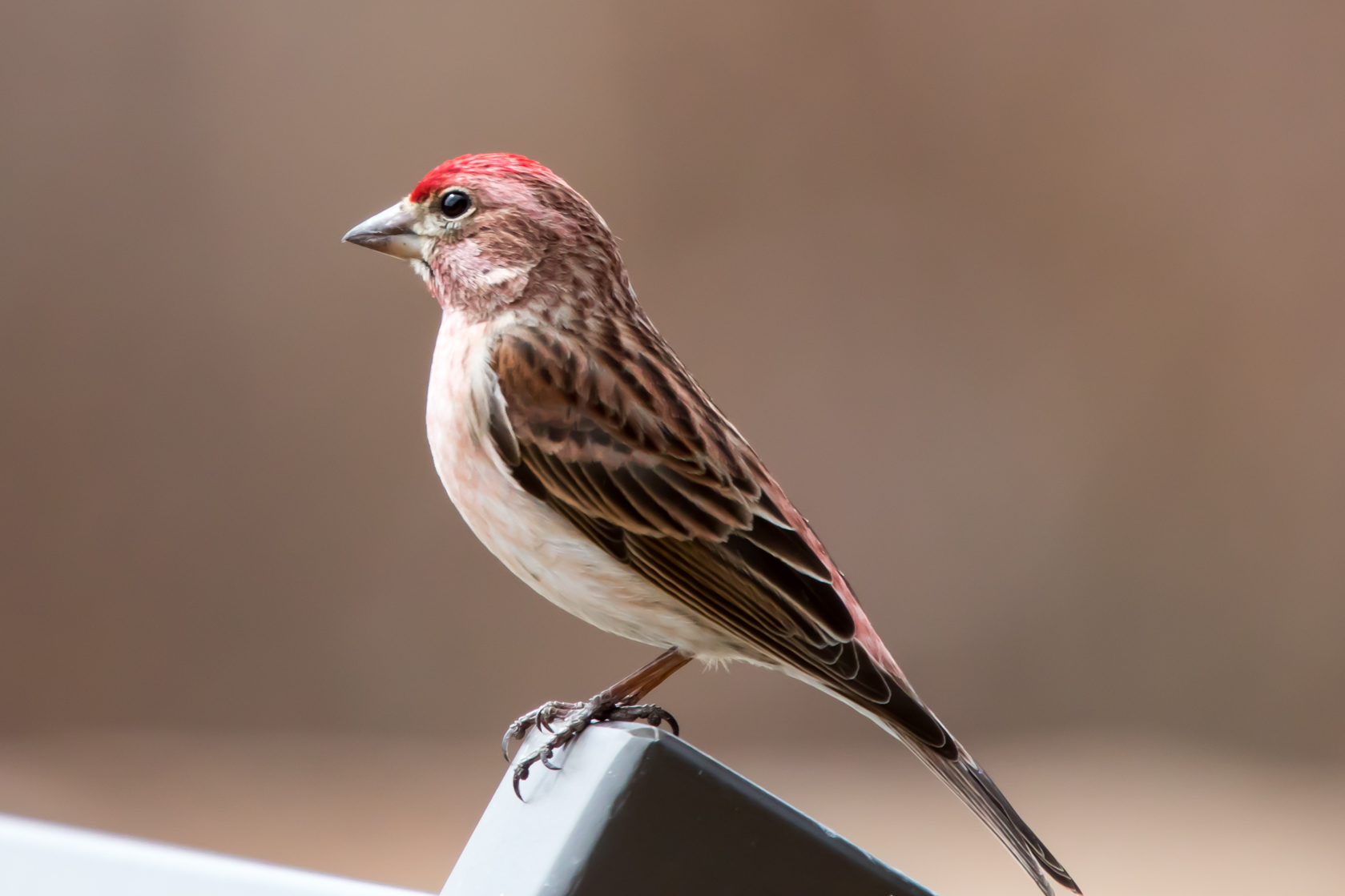
Maschio in natura.

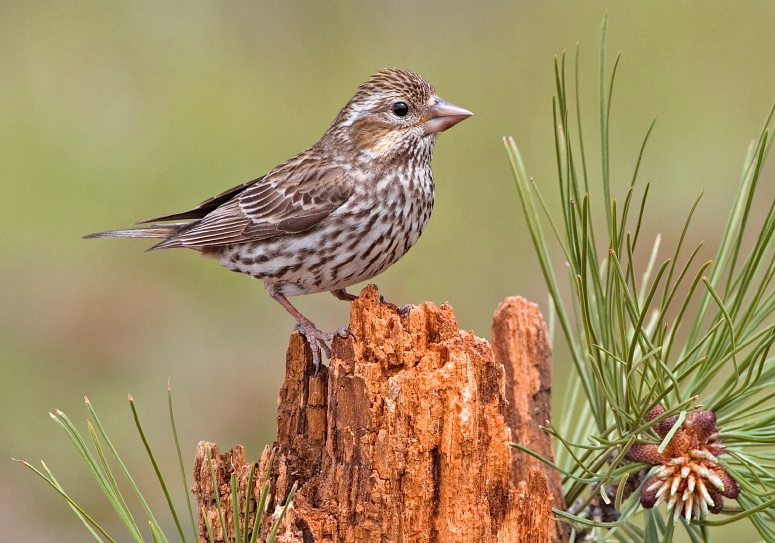
Femmina nell'Oregon.

### Dimensioni
Misura 14,5-16,5 cm di lunghezza, per 20,4-37,8 g di peso.

### Aspetto
Si tratta di uccelli dall'aspetto robusto, muniti di testa rotonda con becco robusto, grandi occhi, ali allungate e coda dalla punta lievemente forcuta.
Il piumaggio presenta dimorfismo sessuale piuttosto ben evidente: nei maschi la testa è rossa su fronte e vertice, rosa su sopracciglio e mustacchio, rosso-bruno fra becco, occhi, orecchie e ai lati del collo, mentre anche codione e petto sono rosati, il dorso è di colore bruno (con ali e coda più scure e in generale penne dall'orlo più chiaro) ed il ventre è grigiastro, con spruzzate di bruno appena accennate.

Nelle femmine, invece, il colore rosso cefalotoracico manca del tutto, sostituito dal bruno su fronte e vertice, dal nocciola sulle guance, dal biancastro su sopracciglio e mustacchi, mentre l'area dorsale è bruna come nel maschio (sebbene meno caldo, pur conservando il pattern con penne orlate di colore più chiaro) e petto e ventre sono biancastri picchiettati di bruno.

In ambedue i sessi, gli occhi sono di colore bruno scuro, il becco è di colore carnicino (con linea nera sul vertice superiore) e le zampe sono anch'esse di color carnicino.

## Biologia

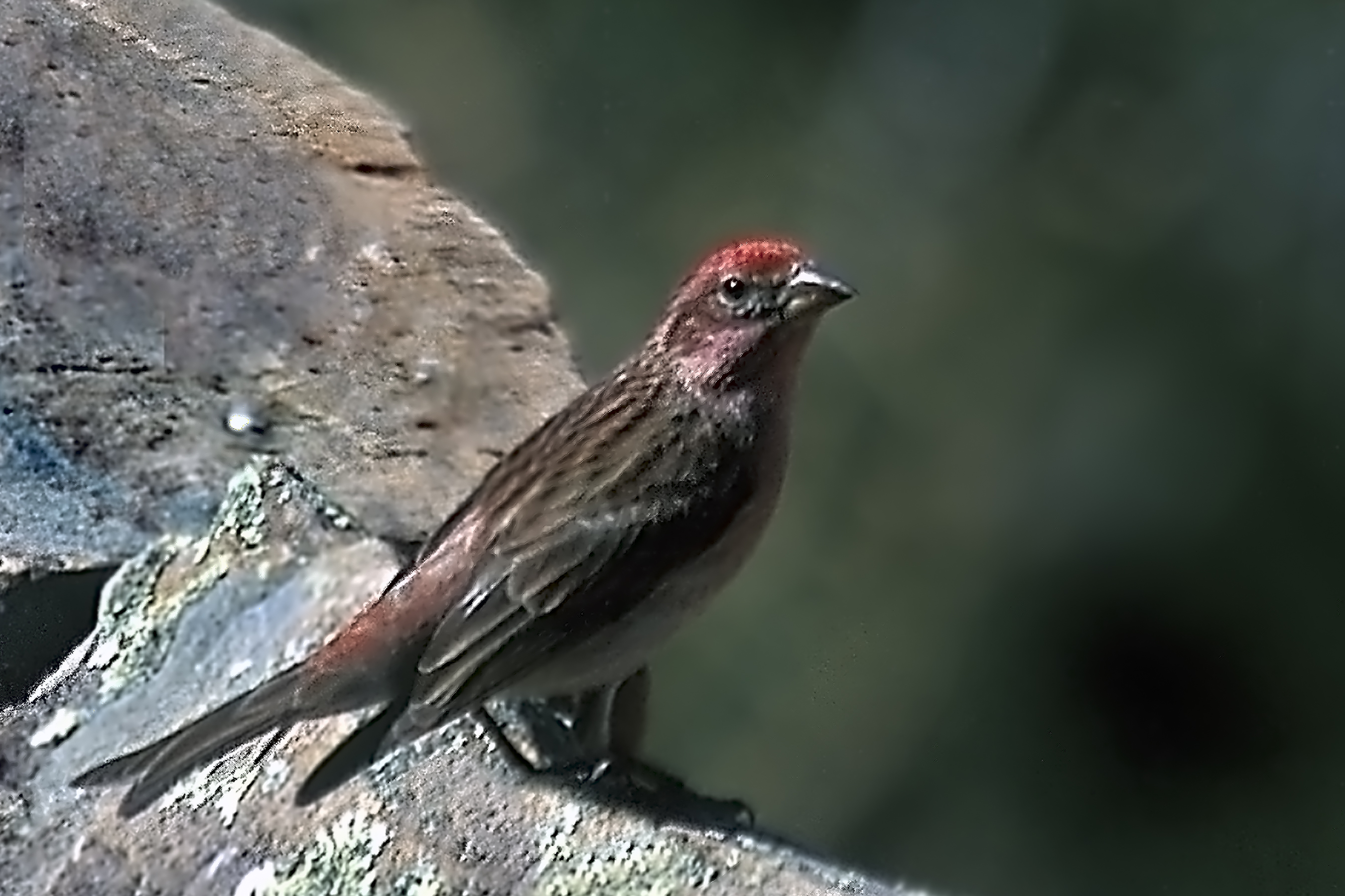
Maschio in natura.

I carpodachi di Cassin sono uccelletti molto vispi ed allegri, dalle abitudini diurne, che si muovono perlopiù fra le fronde degli alberi e i cespugli alla ricerca di cibo: all'infuori del periodo riproduttivo, questi uccelli vivono in gruppetti o in stormi anche di una certa consistenza, mentre durante l'estate le coppie si isolano e divengono territoriali.
Il canto del carpodaco di Cassin consiste in una serie flautata di note corte: talvolta, i maschi possono incorporare nelle proprie melodie anche imitazioni del richiamo di altri uccelli, fra cui la cincia delle Montagne Rocciose, il pettirosso americano, la piranga testarossa, il picchio muratore pettobianco e il solitario di Townsend.

### Alimentazione
La dieta di questi uccelli è in massima parte granivora, componendosi di semi, pinoli e granaglie di vario tipo, prelevati principalmente da alberi e cespugli e raramente anche al suolo: oltre ai semi, i carpodachi di Cassin si nutrono anche di altro materiale di origine vegetale, come germogli, foglioline (soprattutto di pioppo tremulo americano), bacche e boccioli, oltre che, soprattutto durante il periodo estivo e sporadicamente, di insetti ed altri piccoli invertebrati.

### Riproduzione

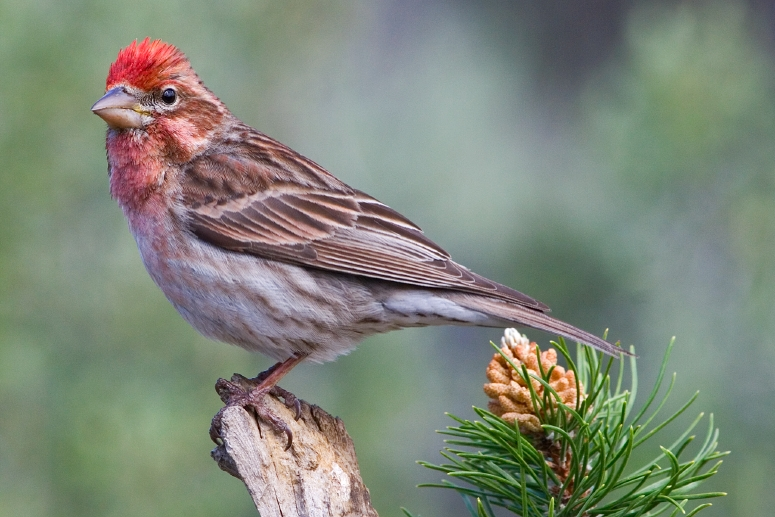
Maschio in allarme rizza le penne frontali.

Il periodo riproduttivo va da aprile a luglio: si tratta di uccelli monogami, con le coppie che durante la stagione degli amori si isolano e divengono molto territoriali nei confronti degli intrusi.
Il nido, a forma di coppa, viene costruito dalla sola femmina fra i rami di un albero (solitamente una vecchia conifera), utilizzando allo scopo fili d'erba, radichette e fibre vegetali e foderando l'interno con pelame, piumino e muschio. Al suo interno, vengono deposte 3-6 uova azzurro-verdastre con maculature bruno-nerastre specialmente ai due poli, che la femmina provvede a covare da sola, col maschio che staziona di guardia nei pressi del nido e si occupa di reperire il cibo per sé e per la compagna: la cova dura circa due settimane, al termine delle quali schiudono pulli ciechi ed implumi, che vengono imbeccati da ambedue i genitori con semi e insetti rigurgitati e sono in grado d'involarsi attorno alla seconda settimana di vita.

## Distribuzione e habitat

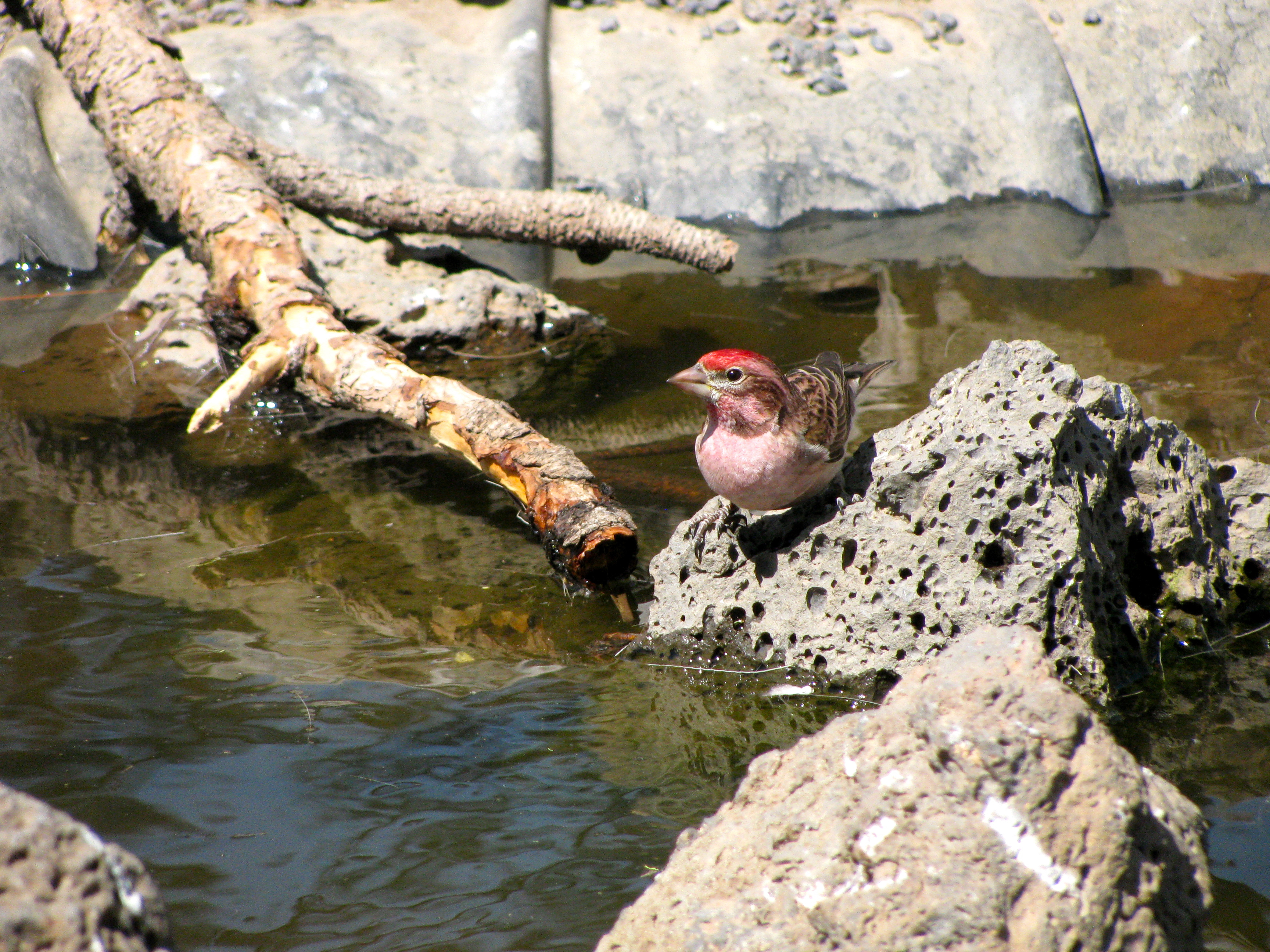
Maschio all'abbeverata: la presenza dell'acqua è fondamentale per questi uccelli.

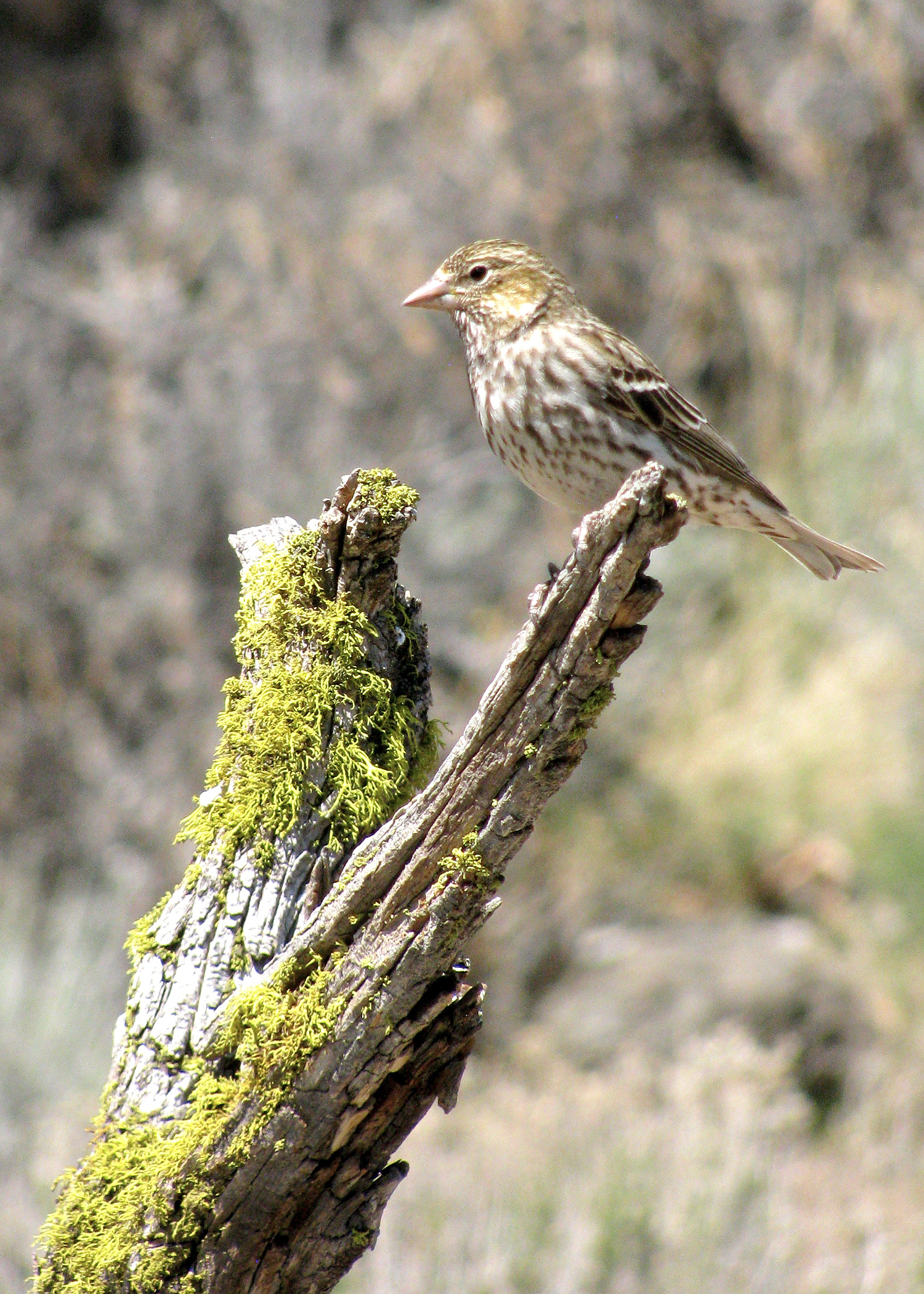
Femmina in natura.

Il carpodaco di Cassin occupa una buona porzione del Nordamerica centro-occidentale, occupando un'area che va dalle propaggini canadesi delle Montagne Rocciose (Columbia Britannica meridionale ed estremo lembo sud-occidentale dell'Alberta) alla Baja California nord-occidentale: le popolazioni più settentrionali tendono a migrare al sud durante l'inverno, quelle della parte centrale dell'areale sono solitamente stanziali (scendendo di quota durante i mesi invernali per sfuggire all'accessivo rigore del clima), quelle centro-meridionali possono migrare a sud per svernare, spingendosi in Messico centro-occidentale (stati compresi fra Coahuila e Michoacán).
L'habitat di questi uccelli è rappresentato dalle zone di foresta, pineta (soprattutto a prevalenza di pino contorto) e boscaglia montana e submontana, a carattere secco o semiarido, con presenza di radure o aree di vegetazione meno densa.

## Sistematica
La specie veniva in passato (e talvolta lo è ancora) ascritta al genere Carpodacus col nome di C. cassinii, tuttavia recenti analisi genetiche hanno dimostrato che essa forma un clade con le altre specie di carpodachi nordamericani, corrispondente al genere Haemorhous.